# Viktor Müller (Grasskiläufer)
Viktor Müller (* 28. Februar 1988) ist ein ehemaliger Schweizer Grasskiläufer. Er nahm im Jahr 2007 an FIS- und Weltcuprennen sowie an der Juniorenweltmeisterschaft teil.

## Karriere
Müller startete nur in der Saison 2007 bei internationalen Wettbewerben. Am 20. Juli bestritt er in Urnäsch sein erstes FIS-Rennen. In diesem Riesenslalom kam er als Vorletzter auf Platz 16. Wenige Tage später nahm er an den Weltcuprennen in Marbachegg teil. Im Riesenslalom konnte er sich mit Rang 32 im ersten Lauf nicht für den zweiten Durchgang qualifizieren, im Super-G hingegen gewann er mit Rang 29 als Letzter der gewerteten Läufer seine ersten und einzigen Weltcuppunkte. Im Gesamtweltcup belegte er damit punktegleich mit dem Slowaken Lukáš Ohrádka den 68. Rang. Anfang August nahm Müller an der Juniorenweltmeisterschaft 2007 in Welschnofen teil. Er kam jedoch bereits im ersten Wettbewerb, dem Super-G, schwer zu Sturz, weshalb er bei den weiteren Rennen nicht antreten konnte. Auch danach nahm Müller an keinen Grasskirennen mehr teil.

## Erfolge

### Weltcup
- Eine Platzierung unter den besten 30